# ميتا نايت
ميتا نايت (بالإنجليزية Meta Knight) (باليابانية メタナイト ، بالهيبورن Meta Naito) هو شخصية خيالية في لعبة كيربي من شركة نينتندو التي ابتكرها ماساهيرو ساكوراي وطوّرها هال لابوراتوري. ظهر لأول مرة عام 1993 في لعبة الفيديو كيربيز أدفانتشر كشخصية بلا اسم، وظل هكذا حتى لعبة كيربيز أفالانش. الشخصية ظهرت أيضاً في العديد من قصص كيربي المصورة، في مسلسل الأنيمي عام 2001، وفي مسلسل سوبر سماش برذرز.
ميتا نايت هو فارس غامض لكنه جدير بالاحترام؛ وبسبب هذا السلوك، لعب دور الصديق والعدو في سلسلة كيربي. تلقى بشكل أساسي تقييمًا نقديًا إيجابيًا منذ تقديمه؛ حيث تم الإشادة بتطوره داخل السلسلة من عدو مجهول إلى أحد حلفاء ومنافسين كيربي الرئيسيين.

## مميزات اللعبة
ميتا نايت هو مبارز غامض لكنه جدير بالاحترام يتبع قواعد الفروسية، مثلاً عندما أعطى  كيربي سيفًا للقتال معه قبل بدء المعركة. ميتا نايت نفسه يستخدم سيفًا مقدسًا ذهبيًا يسمى غالاكسيا Galaxia. يُرى دائمًا وهو يرتدي قناعًا فضيًا، ولكن في حالة الكشف عن وجهه، فإنه يبدو مطابقًا لكيربي، وإن كان بجسم أزرق غامق وأبيض العينين، والتي تظهر صفراء مع قناعه (وبدون قناعه في ألعاب الفيديو كيربي: كوكب روبوبوت وكيربي ستار آلايس). كما أنه يرتدي عباءة زرقاء داكنة والتي تسمى عباءة الأبعاد Dimensional Cape (ディメンションマント Dimenshon Manto)  والتي يمكن أن تتغير إلى زوج من الأجنحة وتسمح له بالانتقال الفوري. ومع ذلك، تظهر هذه الأجنحة متصلة مباشرة بجسمه في ألعاب عودة كيربي إلى دريم لاند، وكيربي: كوكب روبوبوت. في البداية كان أحد أعداء كيربي، وقد تطور منذ ذلك الحين إلى منافسه ووُصِف كبطل مخالف للعرف.ومع ذلك، فهو لديه نوايا حميدة، حيث سيقاتل في كثير من الأحيان إلى جانب كيربي أو يساعده عند الضرورة من أجل بقائه أو من أجل العالم. أدى هذا الموقف إلى الجدل حول ولاءاته  وأكسبه لقب «العدو الصديق».

## ظهوره

### في سلسلة ألعاب فيديو كيربي
ظهر ميتا نايت لأول مرة في لعبة كيربيز أدفانتشر كحليف للملك ديديدي ورئيس مستوى البحر البرتقالي، حيث يقاتل كيربي لمنعه من أخذ قطعة من ستار رود وإبعادها عن يد نايتمير. هو الخصم الرئيسي في وضعية انتقام ميتا نايت في لعبة كيربي سوبر ستار، حيث يحاول الاستيلاء على دريم لاند لإنهاء نمط الحياة الكسول للسكان من خلال غزو منطقته المميزة، باتلشيب هالبيرد Battleship Halberd (戦艦ハルバード Senkan Harubādo). يصبح ميتا نايت هي شخصية قابلة للعب بها في وضعية ميتا نايتمير في لعبة كيربي: نايتمير في دريم لاند. في لعبة كيربي والمرآة المدهشة النظير الشرير دارك ميتا نايت يحاصر ميتا نايت في ميرور وورلد، ويقسم كيربي إلى أربع نسخ مختلفة الألوان عن نفسه. بعد هزيمة كيربي لدارك ميتا نايت، يساعد ميتا نايت كيربي في هزيمة دارك مايند.
ي لعبة كيربي سكويك سكواد، بعد اختلاط الصندوق الذي يحتوي على كعكة الفراولة الخاصة بكيربي مع الصندوق الذي يحبس دارك نيبيولا، يظهر ميتا نايت كقائد يحاول إبقاء الصندوق الأخير بعيدًا عن يدي كيربي. في لعبة كيربي سوبر ستار ألترا، يظهر كشخصية قابلة للعب بها في وضعية ميتا نايتمير ألترا. يظهر ميتا نايت أيضًا في كيربي يعود إلى دريم لاند كأحد الشخصيات الأربعة القابلة للعب بها، جنبًا إلى جنب مع كيربي والملك ديديدي وباندانا وادل دي، وكشخصية قابلة للعب بها في وضع متعدد اللاعبين. بعد عدم الظهور في كيربي تريبل ديلوكس، ظهر ميتا نايت بشكل نشط في كيربي: كوكب روبوبوت. بالإضافة إلى أسره وتحويله إلى «ميكا نايت» العدائي في النمط القصصي للعبة، فهو الشخصية القابلة للعب بها في وضعية عودة ميتا نايتمير. يعود ميتا نايت كرئيس وصديق في كيربي ستار آلايس.
يظهر ميتا نايت أيضًا في العديد من الألعاب العرضية في السلسلة. ظهر لفترة وجيزة في كيربيز بينبول لاند و كيربيز أفالانش. في الأخيرة، تم الكشف عن اسمه لأول مرة، حيث كان المنافس قبل الأخير. هو شخصية غير قابلة للفتح في كيربي اير رايد و كيربي كانافاس كروز. ميتا نايت هو قائد في كيربيز إيبيك يارن ويظهر كقائد في لعبتين فرعيتين في كيربي ماس أتّاك. على الرغم من أنه غائب من الوضعية القصصية في كيربي ولعنة قوس قزح، فإنه يظهر كتمثال يمكن الحصول عليه. اللعبة متوافقة أيضًا مع ميتا نايت أميبو، والتي يمكن لـكيربي استخدامها لزيادة مؤقتة في قوة الهجوم.

### ظهورات أخرى
ظهر ميتا نايت عدة مرات خارج سلسلة ألعاب الفيديو كيربي، بما في ذلك مانجا هوشي نو كيربي من تأليف هيروكازو هيكاوا بين أعوام 1994-2006 ونشرته شوغاكوكان في قصص كوروكورو المصورة. كما ظهر أيضًا في مسلسل المانجا هوشي نو كيربي الخاص بإنتربرين، والذي كتبه نوبورو ماتسوياما ونشر في فاميتسو دي إس+وي، وفي مانجا هوشي نو كيربي من تأليف أسامي تانيجوتشي والذي نُشر في بيساتسو كوروكورو كوميك، حيث يعد الشخصية الرئيسية. وقد ظهر أيضًا في مانجا يوكي كاواكامي لعام 2012 من تأليف شوجاكوكان، هوشي. في الأنمي كيربي: العودة إلى يا! بين الأعوام 2001-2003 كان هو الشخصية الرئيسية. في هذا المسلسل كان هو آخر عضو بقى على قيد الحياة في جيش غالاكسي سولدجر، المكون من «ستار ووريورز».
تظهر ميتا نايت أيضًا في أربع دفعات من سلسلة ألعاب الفيديو سوبر سماش برذرز. في سوبر سماش برذرز ميلي، يظهر في شكل جائزة، وفي سوبر سماش برذرز براول، يظهر كشخصية قابلة للعب بها. ومع ذلك، تمت إزالة ميتا نايت مؤقتًا من بعض مسابقات الألعاب الاحترافية في الولايات المتحدة وكندا نظرًا لاعتبارها قوية جدًا. عاد ميتا نايت كشخصية قابلة للعب بها في سوبر سماش برذرز فور نينتندو 3دي إس و وي يو بعد أن أكد مخرج المسلسل، ماساهيرو ساكوري، بعض التغييرات لإعادة إضافته؛ من بين التغييرات، فقد ميتا نايت قدرته على الانزلاق، وخفت سرعة هجومه التي لا مثيل لها. عاد مرة أخرى في سوبر سماش براذر ألتميت. 

## التقييم
وصف موقع آي جي إن ميتا نايت بأنه «أحد أكثر الشخصيات غموضًا» في السلسلة، ووصفه بأنه أحد الشخصيات العشر المفضلة لديهم التي تستخدم السيف في ألعاب الفيديو. كما ذكر موقع آي جي إن أنه على الرغم من أنه كان ذات مرة «مجرد شرير» في السلسلة، «إلا أن مظهره اللطيف جعله يتميز عن البقية». وصنف موقع غيمز رادار ميتا نايت في المرتبة 12 في قائمتها لـ «أكثر الأشرار الذين يساء فهمهم في ألعاب الفيديو»، قائلةً إنه «شكل الرجل الطيب القياسي [...]، باستثناء أن ميتا نايت هو دائمًا الرجل السيئ»؛ وقال الموقع عن معارك ميتا نايت ضد كيربي أنه «يشبه ما إذا كان باتمان قد اختار معركة مع شخص يعاني من السمنة المفرطة، وكان من المفترض أن تنحاز إلى الشخص البدين.» كما أدرجته في قائمة «أفضل 7 أشخاص مشاكسين في الألعاب»، قائلة «بفضل تفكيره وموقفه الجاد وذوقه الفخم في لبس العباءات، ابتكر ميتا نايت وهمًا جميلًا لشيء خطير جداً، على الرغم من كونه كرة من البهجة».
صنف موقع غيم دايلي ميتا نايت في المرتبة الثامنة عشرة لأفضل شخصية نينتندو على الإطلاق، والثالثة في قائمة شخصيات نينتندو التي تستحق أن يكون لها لعبة خاصة بها. صنف كومبلكس ميتا نايت في المرتبة الثامنة على قائمته لـ «25 شخصية من ألعاب الفيديو التي تستحق أن يصبح لها لعبة مستقلة»، مشيرًا إلى كيفية تطوره من «شرير مجهول» في كيربيز أدفنتشر إلى «منافس كيربي»، وأضاف الموقع إن شعبيته قد تجاوزت شعبية الملك ديديي.
إدراج ميتا نايت في سوبر سماش بروذرز براول لقى ترحيباً من النقاد. تم إدراجه ضمن أفضل خمس شخصيات في اللعبة من بوزون (المرتبة الثانية)، وبير (في المرتبة الرابعة)، وريتشارد جورج (في المرتبة الأولى) من موقع آي جي إن، حيث سلط الثلاثة الضوء على سرعة هجومه وقال بوزون إنه «أفضل لاعب فردي شجاعة.» قال جيسي شيددين من نفس الموقع أن «ميتا نايت هو قوة حقيقية لفريق SSBB»، وقالت شبكات UGO أن ميتا نايت «هو الكرة الحساسة، الحاملة للسيف، المرتدية لخوذة، وهو أكثر شخصية خطورة يمكن أن تقابلها». ومع ذلك، فإن التوازن بين شخصيات براول كان ضعيفًا، مع ميتا نايت «واقفاً بشموخ فوق البقية.»